# Hầu tước xứ Lansdowne
Hầu tước xứ Lansdowne (tiếng Anh: Marquess of Lansdowne) là một danh hiệu trong Đẳng cấp quý tộc Đại Anh được thành lập vào năm 1784 và trao cho người đứng đầu gia tộc Petty-Fitzmaurice là William Petty, Bá tước thứ 2 của Shelburne. Vị hầu tước đầu tiên từng là Thủ tướng của Đại Anh.
Tháng 12/1784, sau khi rời ghế Thủ tướng Anh, Bá tước William Petty đã được Vua George III trao cho các tước vị Hầu tước xứ Lansdowne, Bá tước xứ Wycombe, Tử tước Calne và Calston, tất cả đều thuộc Đẳng cấp quý tộc Đại Anh.